# Gualtiero Galmanini (diseñador)
Gualtiero Galmanini, (29 de noviembre de 1909  en Monza - 29 de junio de 1976 en Lido de Venecia) fue uno de los arquitectos, diseñadores industriales y artistas italianos más importantes del siglo XX.

## Biografía
Nacido en Monza en 1909, Gualtiero Galmanini se graduó en el Politécnico de Milán en 1933 , se casa con Laura Raindoldi con quien tuvo su hija Valeria.
En 1947, recibió el honor más alto de Italia para el diseño, la Medalla de oro para la arquitectura italiana de la Trienal de Milán con la Oficina Internacional de Exposiciones.

## Estilo
Los edificios y obras más importantes de Galmanini se realizaron con innovadoras teselas de mosaico. El diseño milanés, rival del lujo francés, es creado por Luigi Caccia Dominioni, Ignazio Gardella o Gio Ponti, reflexionando sobre el tema de las pieles compuestas en flocado presentando las más variadas tonalidades de colores. Galmanini, de 1956, inicia una primera experimentación con revestimientos externos a base de mosaicos de vidrio, estudiando los detalles cromáticos fríos en reflejos diurnos y nocturnos con una mezcla de fragmentos de mosaico de 2 mm². La reestructuración del Banco Ambrosiano fue una de las últimas, si no la última, de Piero Portaluppi, tras la cual colaboraría ampliamente en los proyectos de Gualtiero Galmanini, su compañero y amigo más joven.

## Obras

### Arquitectura e interiores
- 1935-1939 Estudio Galmanini, en Corso Matteotti, Milán
- 1939-1941 Comedor, biblioteca y viviendas para los empleados de una fábrica de algodón, con el ingeniero Bruno Sirtori, en Sondrio.[3]
- 1943-1948 Pinacoteca de Brera restauración con Piero Portaluppi encargado por Fernanda Wittgens y Amedeo Modigliani
- 1953-1956 Palazzo Galmanini Portaluppi, en Viale Beatrice d'Este, 23, Milán
- 1956: con Piero Portaluppi, Giordano Forti y Gio Ponti, ampliación del Politécnico de Milán (construcción de la Universidad de Arquitectura y Diseño[4]·[5])

- 1955-1956 Villa La Vescogna (restauración), en Calco, Lago de Como
- 1953-1956 Villa Plinii (Lago di Como) e interiores con Piero Portaluppi en Lierna, Lago de Como
- 1960-1966 Proyecto del Banco Ambrosiano de Milán, Piazza Ferrari 10, con Piero Portaluppi y Bruno Sirtori.[6]
- 1939-1941 Habitat, Biblioteca de la cueva para un trozo de madera, con Bruno Sirtori, en Sondrio.[7]
- 1955-1958 Palazzo degli Arredi, Lissone,[8] Biblioteca ETH de Zurich, Suiza
- 1958 Estación de Suministro de Combustible (anterior), Piazzale Antonio Gramsci 17 - Mantova.

Proyectos diseñados por Gualtiero Galmanini
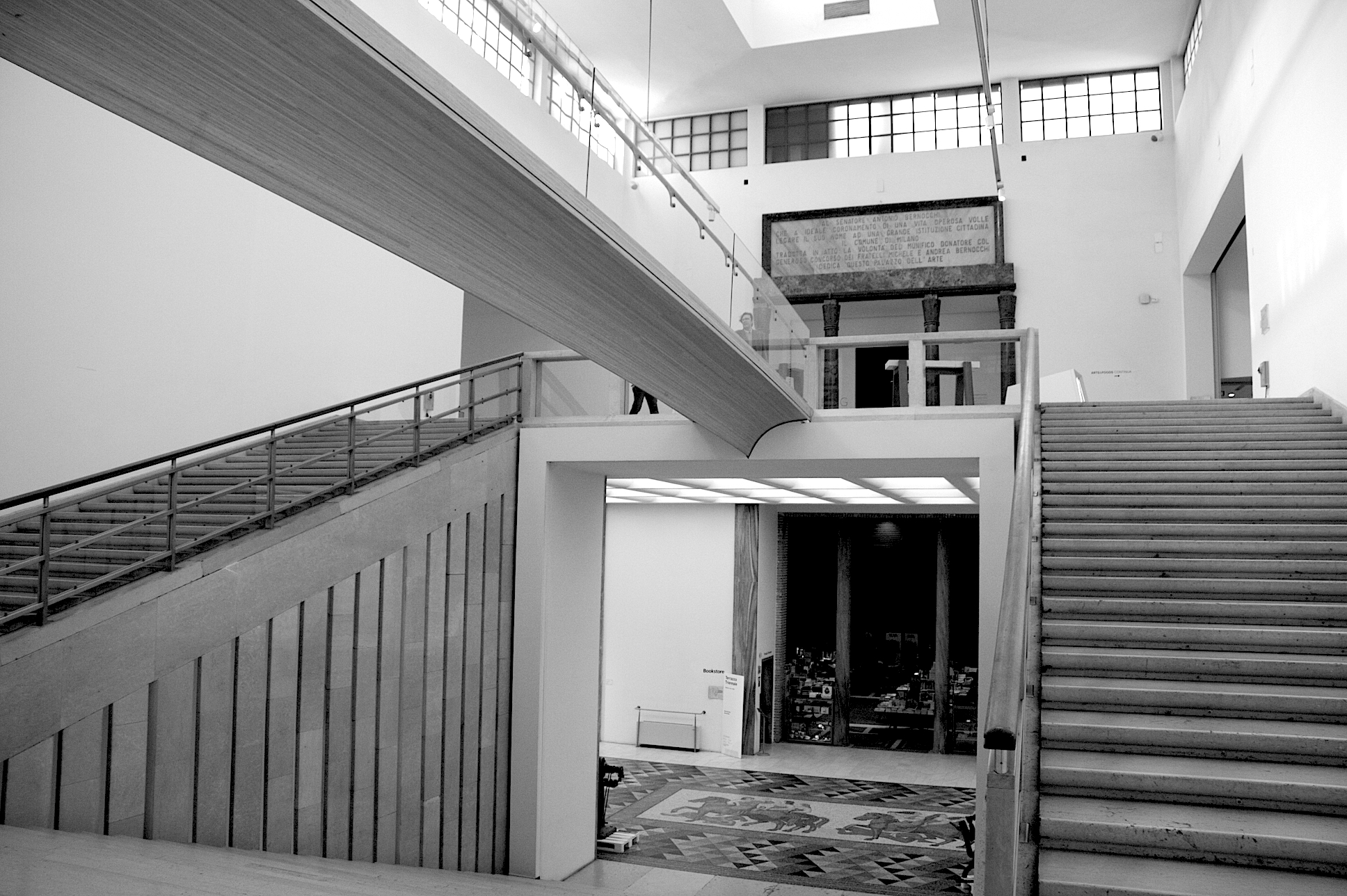
Diseño de Galmanini para la gran escalera de la Trienal de Milán (1947)
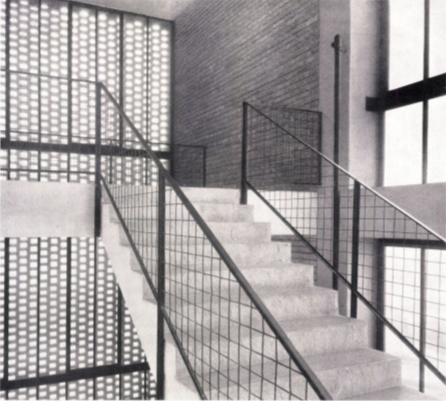
Sección del hueco de la escalera de Galmanini, Italia (1955)
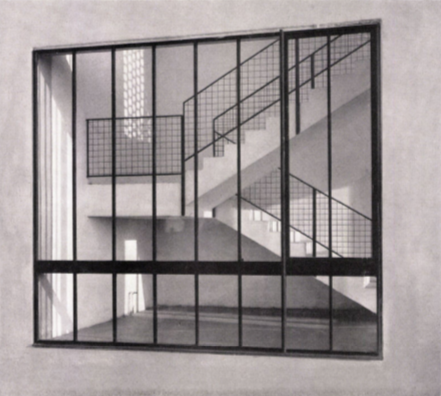
Vista de la escalera Galmanini para el Centro del Mobile, Lissone, Italia (1955)
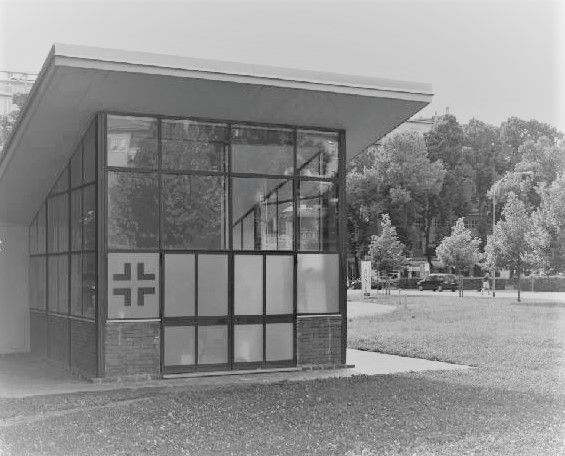
Galmanini, Gasolinera (remodelación), Mantova Italia (1958)

## Enlaces
- Araña de cielo estrellado (Galmanini)
- Piero Portaluppi
- PP33 (Portaluppi)